# ميمونة البلوشي
ميمونة البلوشي (1979 -)، ممثلة عُمانية.
حصلت على جائزة أفضل ممثلة دور أول عام 2010 من مهرجان قطر للإبداع المسرحي.

## من أعمالها

### المسلسلات
- 2002: نورة.
- 2002: عمى ألوان.
- 2007: سلمى وسلامه.
- 2010: بأنتظار المطر.
- 2012: حبر العيون.

### المسرحيات
- 2009: مواء القطة.

## روابط خارجية
- ميمونة البلوشي على موقع قاعدة بيانات الأفلام العربية